# Call of Duty 2: Big Red One
Call of Duty 2: Big Red One este un joc video care are loc în Al Doilea Război Mondial și creat de Gray Matter Interactive, Treyarch și Pi Studios. A fost publicat de Activision, iar în Japonia de Konami. A fost lansat în 2005 pentru Playstation 2, Xbox și Nintendo GameCube.
O versiune pentru PC nu a fost lansată.